# Boursières

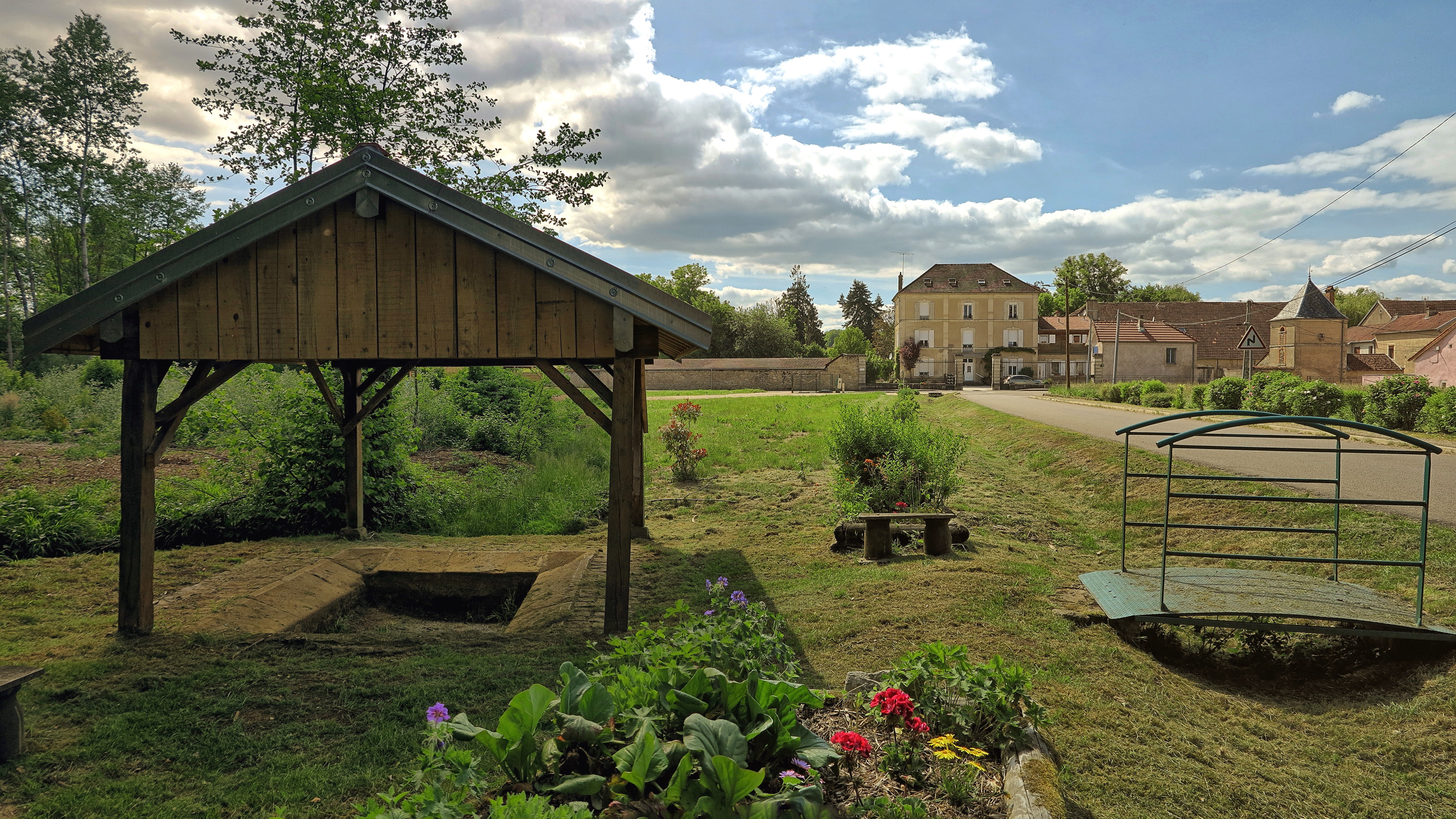
Boursières, das Dorf im Hintergrund, vorne eine frühere Waschstelle (2019)

Boursières ist eine Gemeinde im französischen Département Haute-Saône in der Region Bourgogne-Franche-Comté.

## Geographie
Boursières liegt auf einer Höhe von 216 m über dem Meeresspiegel, etwa neun Kilometer westsüdwestlich von Vesoul (Luftlinie). Das Dorf erstreckt sich im zentralen Teil des Departements, in der Talniederung der Baignotte, am Westfuß der Höhen, die sich zwischen den Flusstälern von Saône und Ognon erheben.
Die Fläche des 2,28 km² großen Gemeindegebiets umfasst einen Abschnitt im Bereich des oberen Saônebeckens. Die östliche Grenze verläuft entlang der Baignotte, die mit mehreren Windungen durch eine Talniederung nach Norden zum Durgeon fließt. Vom Flusslauf erstreckt sich das Gemeindeareal westwärts über einen Hang, der durch mehrere Seitentälchen der Baignotte untergliedert ist, bis auf das angrenzende Plateau. Diese Hochfläche besteht aus tertiären Sedimenten. Landwirtschaftliche Nutzung herrscht hier vor, doch gibt es auch einige Waldflächen. Mit 266 m wird auf der Anhöhe des Mont Vallery die höchste Erhebung von Boursières erreicht.
Nachbargemeinden von Boursières sind Pontcey im Norden, Chariez und Velle-le-Châtel im Osten, Clans im Süden sowie Aroz im Westen.

## Geschichte
Im Mittelalter gehörte Boursières zur Freigrafschaft Burgund und darin zum Gebiet des Bailliage d’Amont. Die lokale Herrschaft hatten die Herren von Beaujeu und nachher die Familie Pusel inne. Zusammen mit der Franche-Comté gelangte das Dorf mit dem Frieden von Nimwegen 1678 definitiv an Frankreich. 1789 wurde der Herrschaftssitz im Zuge der Französischen Revolution zerstört. Heute ist Boursières Mitglied des 22 Ortschaften umfassenden Gemeindeverbandes Communauté de communes des Combes. Boursières besitzt keine eigene Kirche, es gehört zur Pfarrei Velle-le-Châtel.

## Bevölkerung
| Jahr                       | 1962 | 1968 | 1975 | 1982 | 1990 | 1999 |
| Einwohner                  | 63   | 96   | 64   | 64   | 68   | 62   |
| Quellen: Cassini und INSEE |      |      |      |      |      |      |

Mit 59 Einwohnern (1. Januar 2022) gehört Boursières zu den kleinsten Gemeinden des Département Haute-Saône. Nachdem die Einwohnerzahl in der ersten Hälfte des 20. Jahrhunderts deutlich abgenommen hatte (1911 wurden noch 133 Personen gezählt), wurde seit 1999 wieder ein leichtes Bevölkerungswachstum verzeichnet.

## Wirtschaft und Infrastruktur
Boursières war bis weit ins 20. Jahrhundert hinein ein vorwiegend durch die Landwirtschaft (Ackerbau, Obstbau und Viehzucht) geprägtes Dorf. Außerhalb des primären Sektors gibt es nur wenige Arbeitsplätze im Ort. In den letzten Jahrzehnten hat sich das Dorf zu einer Wohngemeinde gewandelt. Viele Erwerbstätige sind deshalb Wegpendler, die in der Agglomeration Vesoul ihrer Arbeit nachgehen.
Der Ort liegt abseits der größeren Durchgangsachsen an einer Departementsstraße, die von Vesoul nach Fresne-Saint-Mamès führt. Eine weitere Straßenverbindung besteht mit Aroz.